# Antonio Vázquez de la Cuadra y Sequera
Antonio Vázquez de la Cuadra y Sequera (n. Vélez-Málaga, España, alrededor de 1688 - m. en Cartago, Costa Rica, el 24 de julio de 1736) fue un militar español que fue gobernador de la provincia de Costa Rica de abril a julio de 1736.

## Datos familiares
Fue hijo del coronel José Vázquez de la Cuadra y doña María de Sequera. Casó con Mariana Peregrí. De este matrimonio nacieron dos hijos, María y José Vázquez de la Cuadra y Peregrí.

## Carrera militar
Se inició en la vida militar en 1703, como cadete en el regimiento de su padre en Ceuta. En 1710 ya era subteniente de infantería. Fue capitán de infantería en los regimientos de Zamora y Guadalajara.

## Gobernador de Costa Rica
El 19 de noviembre de 1733 fue nombrado por el rey Felipe V como gobernador de Costa Rica, en reemplazo de don Baltasar Francisco de Valderrama y Haro y Portillo. Tomó posesión el 25 de abril de 1736.
En mayo de 1736 el gobernador pidió a la Real Audiencia de Guatemala que se cumplieran las reales cédulas que mandaban construir un fuerte en Matina y restablecer la compañía pagada de soldados, para lo cual se pagaban impuestos desde hacía más de ochenta años.
Para las necesidades espirituales de los habitantes del valle de Aserrí, se erigió una ermita como ayuda de parroquia en el paraje llamado la Boca del Monte, que dio origen a la actual ciudad de San José.
Murió en el ejercicio del cargo, por lo que del 24 de julio al 21 de agosto de 1736 ejerció el gobierno el sargento mayor interino don Juan Francisco de Ibarra y Calvo, alcalde ordinario interino de Cartago, y del 21 de agosto al 24 de diciembre de 1736 el sargento mayor Dionisio Salmón Pacheco y Abarca, alcalde ordinario titular, quien lo entregó a don Francisco Antonio de Carrandi y Menán, nombrado por la Real Audiencia de Guatemala como gobernador interino el 1.º de setiembre de 1736.